# Deutsch-Sorbisches Volkstheater

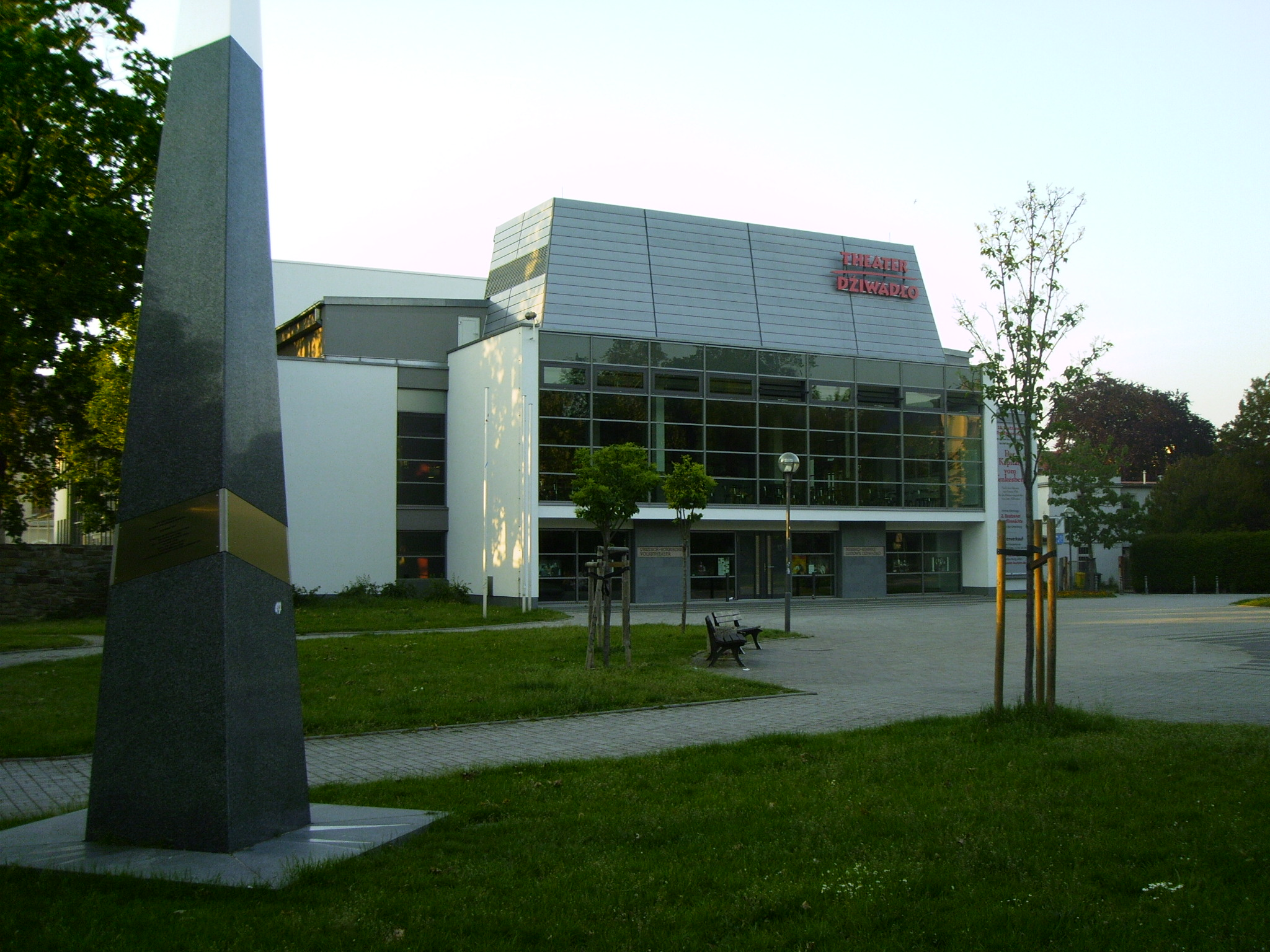
Deutsch-Sorbisches Volkstheater

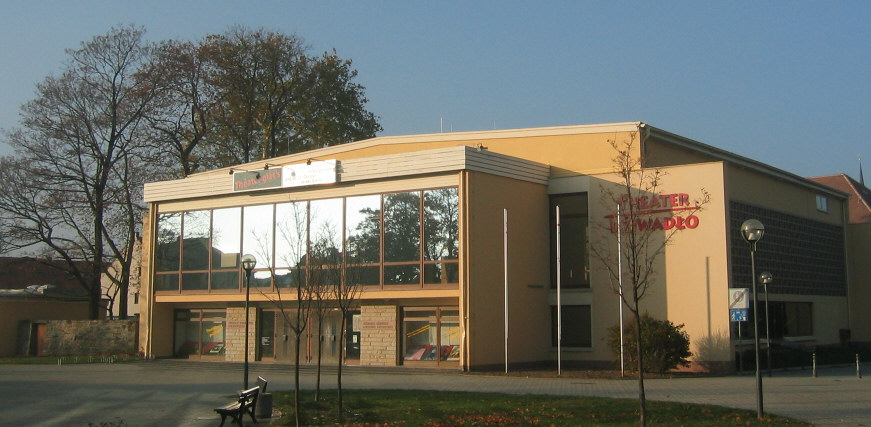
Deutsch-Sorbisches Volkstheater vor dem Umbau 2005/06

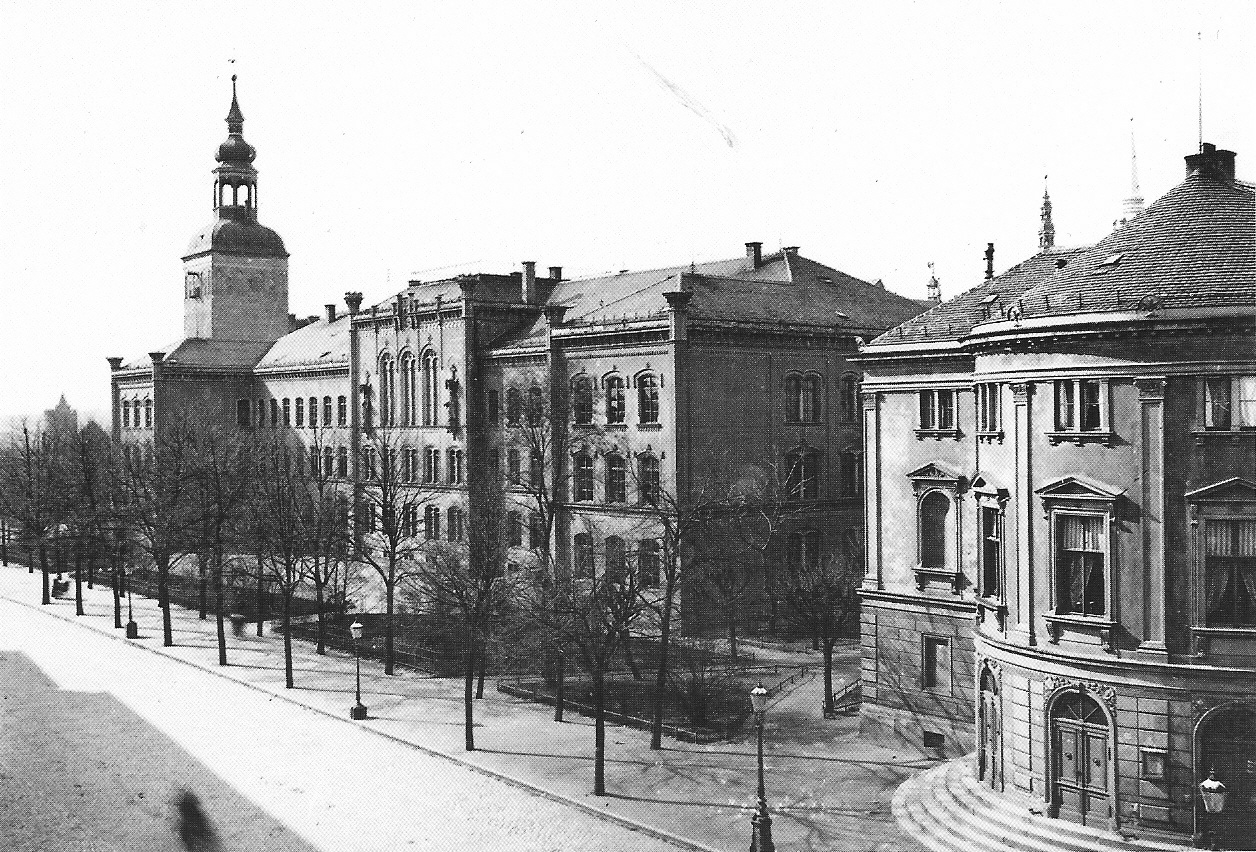
Das alte Stadttheater (rechts) am Lauengraben

Das Deutsch-Sorbische Volkstheater, sorbisch Němsko-serbske ludowe dźiwadło, in Bautzen ist das einzige professionelle bikulturelle Theater Deutschlands. Es ist eine wichtige Institution sorbischer, deutscher und deutsch-sorbischer Kultur.

## Geschichte
In der ehemals zur Stadtbefestigung gehörenden Schützenbastei am Lauengraben wurde 1796 das Bautzener Theater eingeweiht. Zuvor hatten Aufführungen meist im alten Gewandhaus stattgefunden. Während und nach der Schlacht bei Bautzen 1813 diente das Theater als Lazarett. Nachdem es 1865 in den Besitz der Stadt überging, wurde es 1868/71 tiefgreifend umgebaut. 1905 erhielt es den 1840 von Ernst Rietschel geschaffenen Rietschelgiebel. 1963 kam es zum Zusammenschluss mit dem seit 1948 bestehenden Sorbischen Volkstheater. 1968 wurde das Theater im Zuge des geplanten Ausbaus der Stadt Bautzen zu einer modernen sozialistischen Stadt abgerissen und 1975 ein Theaterneubau in den Schilleranlagen errichtet. 
Am 12. September 2003 wurde auf der Ortenburg das Burgtheater/Dźiwadło na hrodźe als zweiter Theaterbau eingeweiht, in dem unter anderem Puppentheater aufgeführt wird, aber auch Möglichkeiten für Schauspiel der kleinen Form, für Lesungen, theatrale Experimente, musikalische Abende und Amateurtheater bestehen. Hier ist auch der Rietschelgiebel zu sehen.
Die vor dem Hintergrund der sinkenden öffentlichen Mittel für 2002/03 vorgesehene Fusion der Theater von Bautzen, Zittau und Görlitz sowie der Neuen Lausitzer Philharmonie zu einem Kulturraum-Theater war ebenso wenig umsetzbar, wie die 2003/2004 vorgesehene Fusion des Deutsch-sorbischen Volkstheaters mit dem Sorbischen Nationalensemble in Bautzen.
Nach eineinhalbjähriger Umbauzeit, in der vor allem der Brandschutz des Theaters aktuellen Standards angepasst wurde, fand am 17. Februar 2006 wieder die erste Vorstellung statt.
Am 11. Januar 2012 konnte auch das Verwaltungs- und Funktionsgebäude „Societät“ nach der Modernisierung in Betrieb genommen werden. Innerhalb von ca. 10 Jahren wurden an den verschiedenen Theatergebäuden rund 18 Mio. Euro verbaut.

## Statistik
In der Spielzeit 2016/17 besuchten 152.434 Gäste die 905 Veranstaltungen des Deutsch-Sorbischen Volkstheaters.
Das Jahr 2017 brachte dem Volkstheater rund 155.000 Besucher bei über 950 Veranstaltungen. Es wurden 19 Premieren im Schauspiel und neun im Puppentheater gezeigt. Zu den Publikumshöhepunkten gehörte das Stück Die Olsenbande wandert aus im Bautzener Theatersommer.

## Sonstiges
Das Theater bietet Schauspiel- und Puppentheater in deutscher, ober- und niedersorbischer Sprache. Bei vielen sorbischen Veranstaltungen wird Simultanübersetzung ins Deutsche per Kopfhörer angeboten. Der Bautzener Theatersommer im historischen Hof der Ortenburg ist mittlerweile überregional bedeutend.
Intendant ist seit 1999 Lutz Hillmann.